# Lionel Charbonnier
Lionel André Michel Charbonnier (Poitiers, 25 de outubro de 1966) é um ex-futebolista e treinador de futebol francês que atuava como goleiro.

## Carreira em clubes
Charbonnier começou a atuar na base do Auxerre, entre 1982 e 1986. Profissionalizou-se em 1986, aos 19 anos de idade, fazendo sua estreia contra o Paris Saint-Germain, em agosto. Uma de suas melhores partidas pelo AJA foi contra o Borussia Dortmund pela Copa da UEFA de 1992–93, vencida pela equipe francesa nos pênaltis após igualar o placar do primeiro jogo, na Alemanha (2 a 0). Inicialmente reserva de Bruno Martini, assumiu a titularidade na temporada 1994–95.
Jogou pelo Auxerre até 1998, quando se transferiu para o Rangers. Inicialmente brigava pela titularidade com o finlandês Antti Niemi, quando sofreu uma lesão no ligamento cruzado do joelho durante a campanha do título escocês. Com a chegada de Stefan Klos em dezembro de 1998, tornou-se reserva imediato do alemão, mas perdeu espaço na temporada seguinte e passou a ser quarta opção ao gol do Rangers. Deixou a Escócia em 2001 para atuar no Lausanne-Sports, pelo qual atuou em uma única partida, pela Copa da Suíça, antes de encerrar a carreira em 2002.

## Carreira na Seleção
Pela Seleção Francesa, Charbonnier fez sua única partida em junho de 1997, contra a Itália. Foi convocado para o Torneio da França e a 
Copa de 1998, sendo terceiro goleiro em ambas. Mesmo não tendo atuado na Copa, recebeu a Légion d'honneur junto com todo o grupo campeão.

## Carreira como treinador
Com a carreira de jogador encerrada, Charbonnier começou sua carreira de treinador com o pequeno Stade Poitevin, equipe de sua cidade natal, para posteriormente treinar outra equipe das divisões menores do futebol francês, o Sens, clube que revelou Bacary Sagna. Seu trabalho à frente dos alviazulinos fez Charbonnier ser convidado a trabalhar como técnico da seleção Sub-20 do Taiti.
Treinou também Aceh United, Bleid, Istres e Sanga Balende, além de ter sido auxiliar-técnico da seleção de Madagáscar, em 2016.

## Títulos
Auxerre
- Ligue 1: 1995–96
- Copa da França: 1994–95, 1995–96
- Taça Intertoto da UEFA: 1997

Rangers
- Campeonato Escocês: 1998–99, 1999–00
- Copa da Escócia: 1997–98, 1998–99
- Copa da Liga Escocesa: 1997–98

Seleção Francesa
- Copa do Mundo: 1998[6]

Seleção Taitiana Sub-20
- Campeonato Sub-20 da OFC: 2008[7]